# Chrysler Cordoba
La Chrysler Cordoba est un coupé de luxe du constructeur automobile américain Chrysler commercialisé en Amérique du Nord de 1975 à 1983. C'est le premier modèle de la marque ciblant le marché des "Personal Luxury Cars" et la première Chrysler d'un segment inférieur au "full-size" américain.

## Conception et production

### Avant le modèle de série
Au début des années 1960, lorsque d'autres marques haut de gamme produisent de plus petites voitures, comme la Mercury Comet et la Buick Skylark, Chrysler déclare publiquement qu'il n'y aurait "jamais" une plus petite Chrysler.
Chrysler développe tout d'abord un concept-car, la Cordoba de Oro, présenté au Salon de l'auto de Chicago en 1970. Conçu par Elwood Engel, responsable du design chez Chrysler, le concept présente une carrosserie angulaire et futuriste.
Le nom Cordoba est ensuite utilisé au printemps 1970 sur un modèle de coupé basé sur les Chrysler Newport à toit rigide (deux et quatre portes). Ce modèle, full-size, présente une exclusive peinture "Cordoba Gold" dont les roues, les enjoliveurs et les moulures latérales avec inserts en vinyle sont de couleurs assortis.

### Développement
Conçu à l'origine pour être la nouvelle Plymouth Sebring de 1975, devant partager ses éléments avec la Dodge Charger SE, Chrysler prend la décision de la vendre dans sa gamme. La Cordoba est présentée comme une nouvelle concurrente sur le marché des Personal Luxury Cars, tout en étant équipée des moteurs les plus petits et donc les plus économiques de Chrysler, sur un empattement de 2 921 mm. Ce coupé est l'une des meilleures ventes de Chrysler dans les années 1970. À un moment où le constructeur automobile était au bord de la faillite, la demande de Cordoba a effectivement dépassé l'offre pour les deux premières années, avec une production de plus de 150 000 unités pour 1975, et, en 1977, 183 000 unités. La moitié des modèles Chrysler produits au cours de cette période (et parfois plus) sont des Cordoba. Ils ont contribué à relancer la division. Toutes les Cordoba sont construites à Windsor, en Ontario.
Bien que Córdoba soit le nom d'une ville en Espagne, l'emblème de la voiture est une version stylisée de la pièce de monnaie cordoba argentine. Le nom est donc d'origine hispanique, et cette thématique a été reprise à l'intérieur du véhicule avec une garniture quelque peu baroque. Bien que le premier porte-parole de la voiture est Richard Basehart, Chrysler a choisi l'acteur Ricardo Montalbán comme porte-parole publicitaire de la voiture pendant toute sa durée de commercialisation,,.

## Première génération (1975-1979)
La Cordoba a été introduite par Chrysler en 1975, en concurrence avec les Oldsmobile Cutlass, Buick Regal, et Mercury Cougar.
La Cordoba est à l'origine destinée à être une Plymouth. Toutefois, les pertes engendrées par le lancement de la nouvelle plateforme "full-size" C-Body dues à la crise pétrolière de 1973 encouragent les dirigeants de Chrysler à créer des voitures plus petites et moins chères que les modèles plus haut de gamme.
La voiture est un succès, avec plus de 150 000 exemplaires vendus en 1975. Pour 1976, les ventes ont légèrement augmenté à 165 000 exemplaires. Le modèle légèrement revu de 1977 s'est également très bien vendu, avec un peu moins de 140 000 voitures.
En 1978, un léger restylage est présenté, équipant le modèle de phares rectangulaires (la Dodge Charger SE gardait ses phares ronds pour 1978, plutôt que les rectangulaires de la Cordoba). Un designer Chrysler, Jeffrey Godshall, a écrit au Collectible Automobile magazine que ce relooking a enlevé une bonne partie de l'attrait visuel du modèle. Le restylage a aussi rendu la voiture plus lourde d'apparence que son prédécesseur de 1975, à un moment où d'autres voitures de cette classe ont été réduites à de plus petites dimensions, tels que la Ford Thunderbird de 1977, la Chevrolet Monte Carlo et la Pontiac Grand Prix de 1978.
La Cordoba a vu ses ventes diminuer en 1978 et 1979, ce qui pourrait également être dû à l'introduction de la Chrysler Lebaron à la mi-1977 qui était disponible en berline et en coupé, ciblant également le marché des Personal Luxury Cars en termes de style et d'options. Dans le même temps, la situation financière de Chrysler et sa réputation en termes de qualité se dégradent. La hausse des prix de l'essence et le resserrement des normes d'économie de carburant fait de la Cordoba, avec ses 1678 kg et ses moteurs V8 de 5,9 L et de 6,6 L, une voiture obsolète. Pour 1979, la finition optionnelle «300» de 2 040 $ a été proposé sur la Cordoba, avec un extérieur tout blanc, une calandre de style «Chrysler 300» et un moteur V8 360 à carburateur quatre corps.

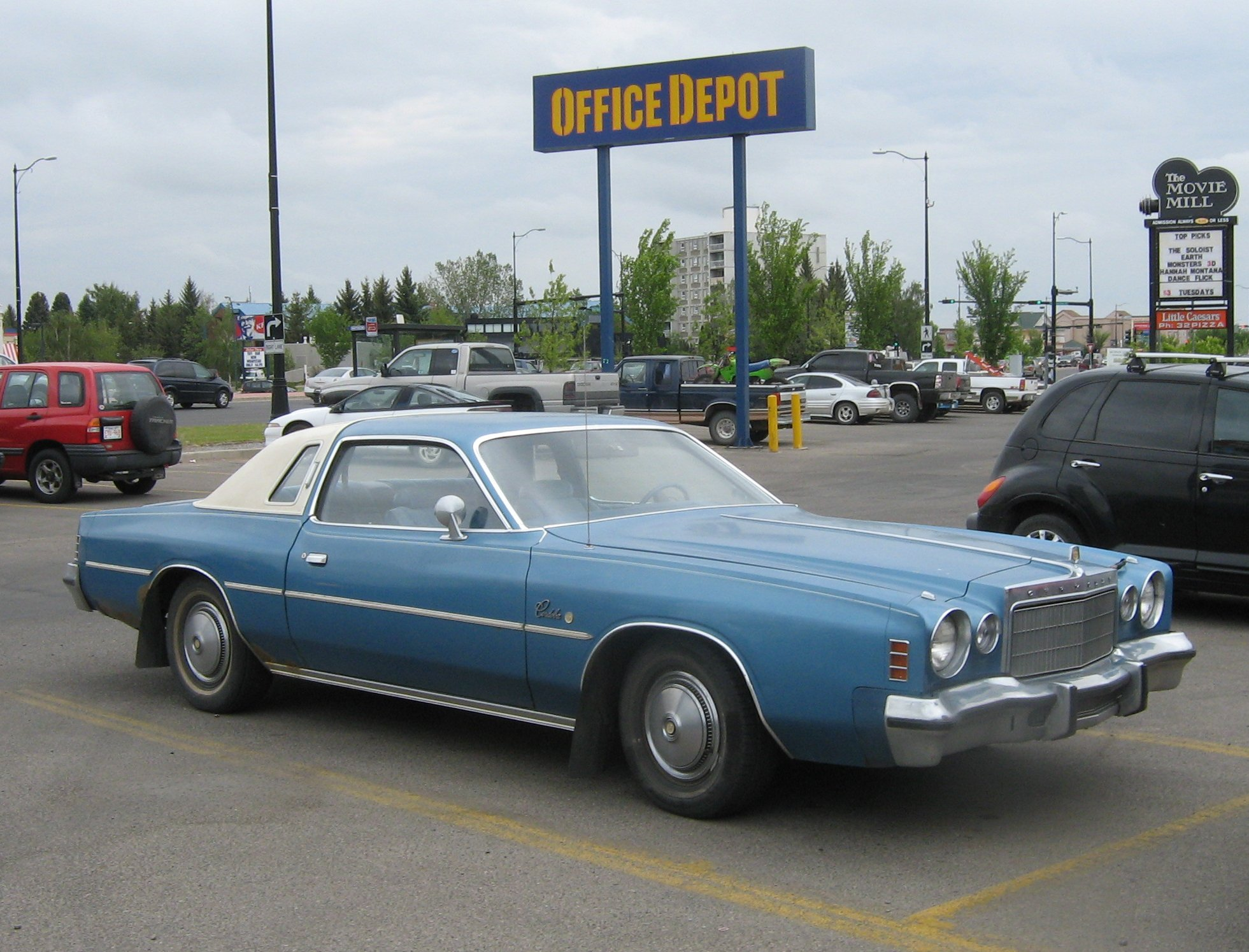
Chrysler Cordoba 1975
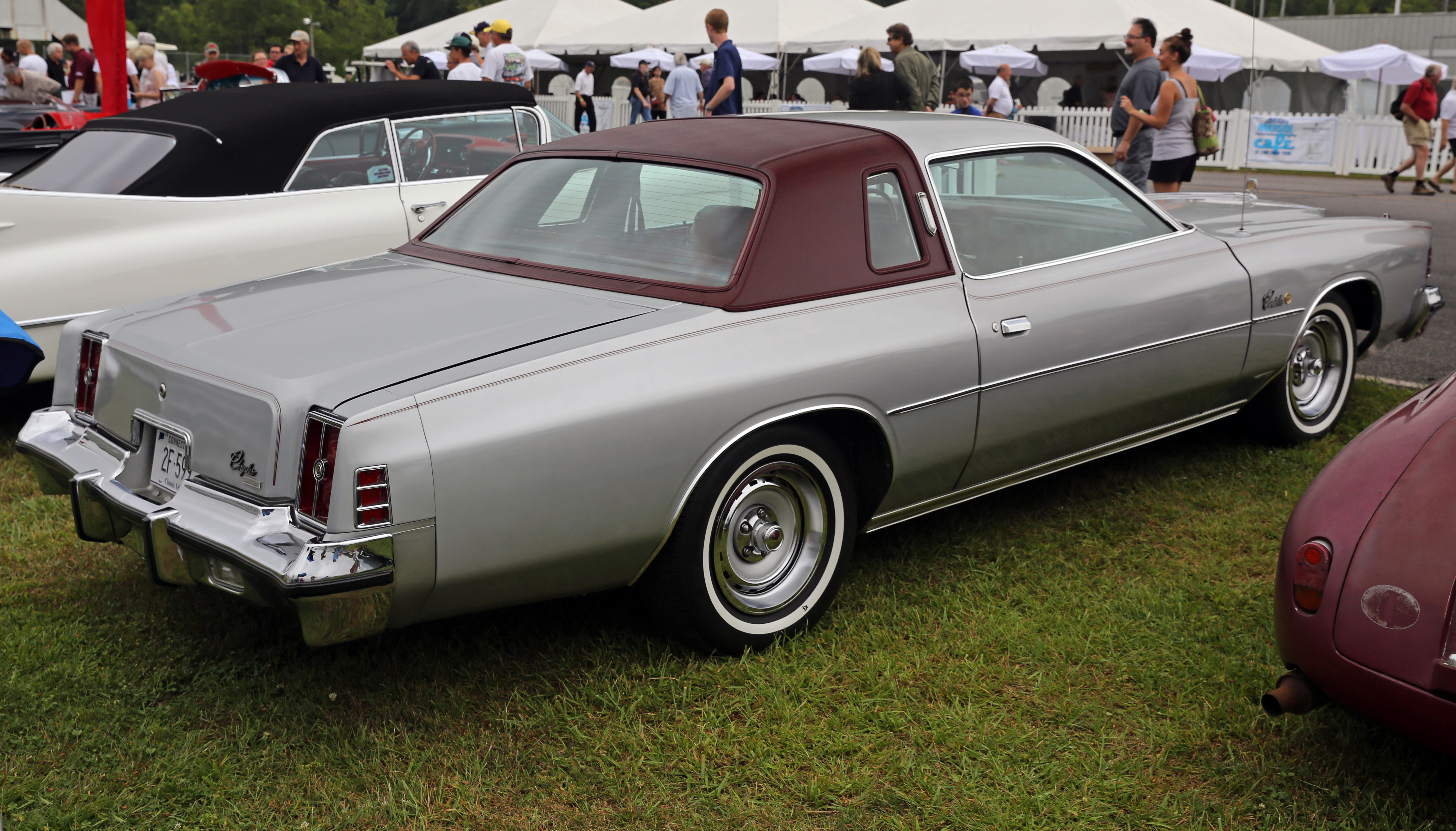
Chrysler Cordoba 1975
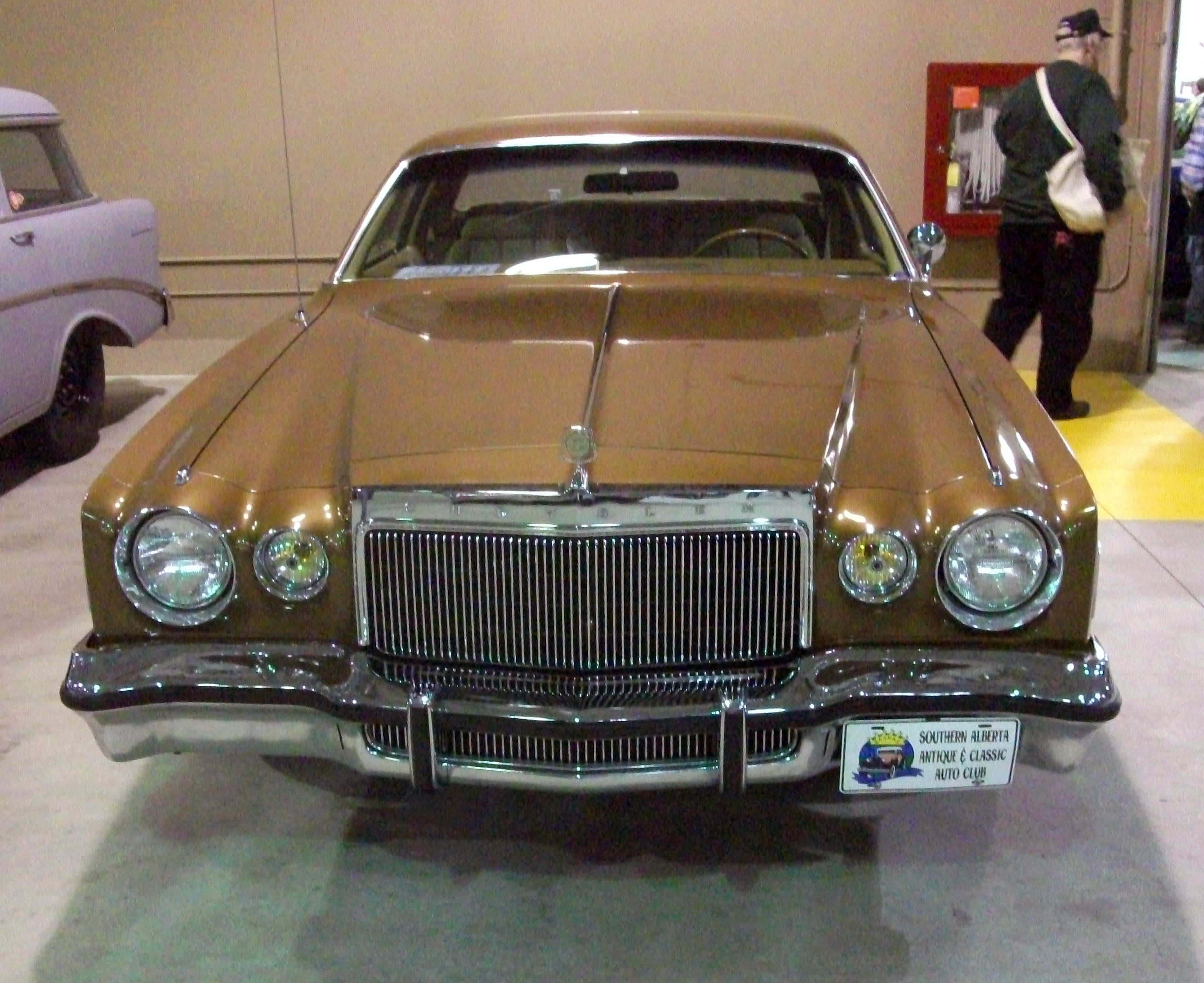
1976 Chrysler Cordoba
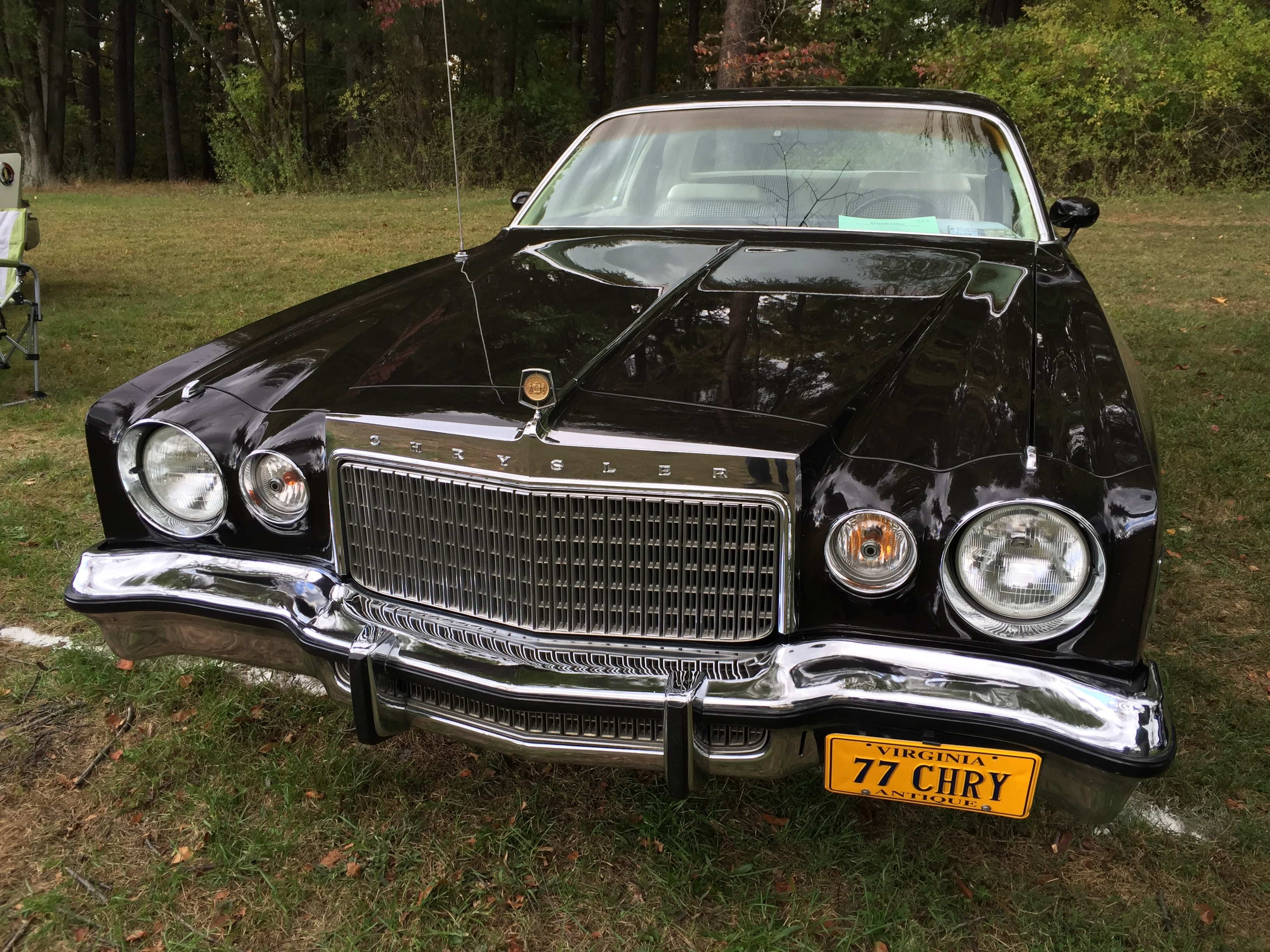
1977 Chrysler Cordoba
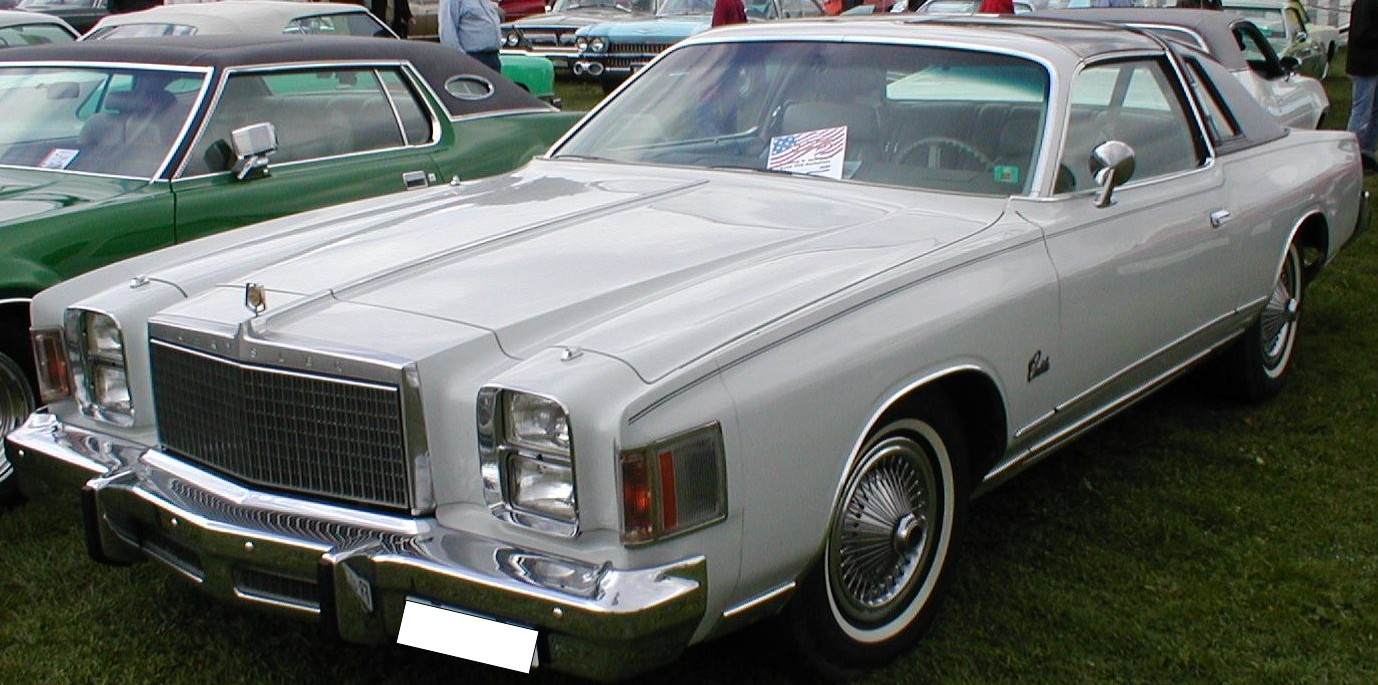
1978 Chrysler Cordoba
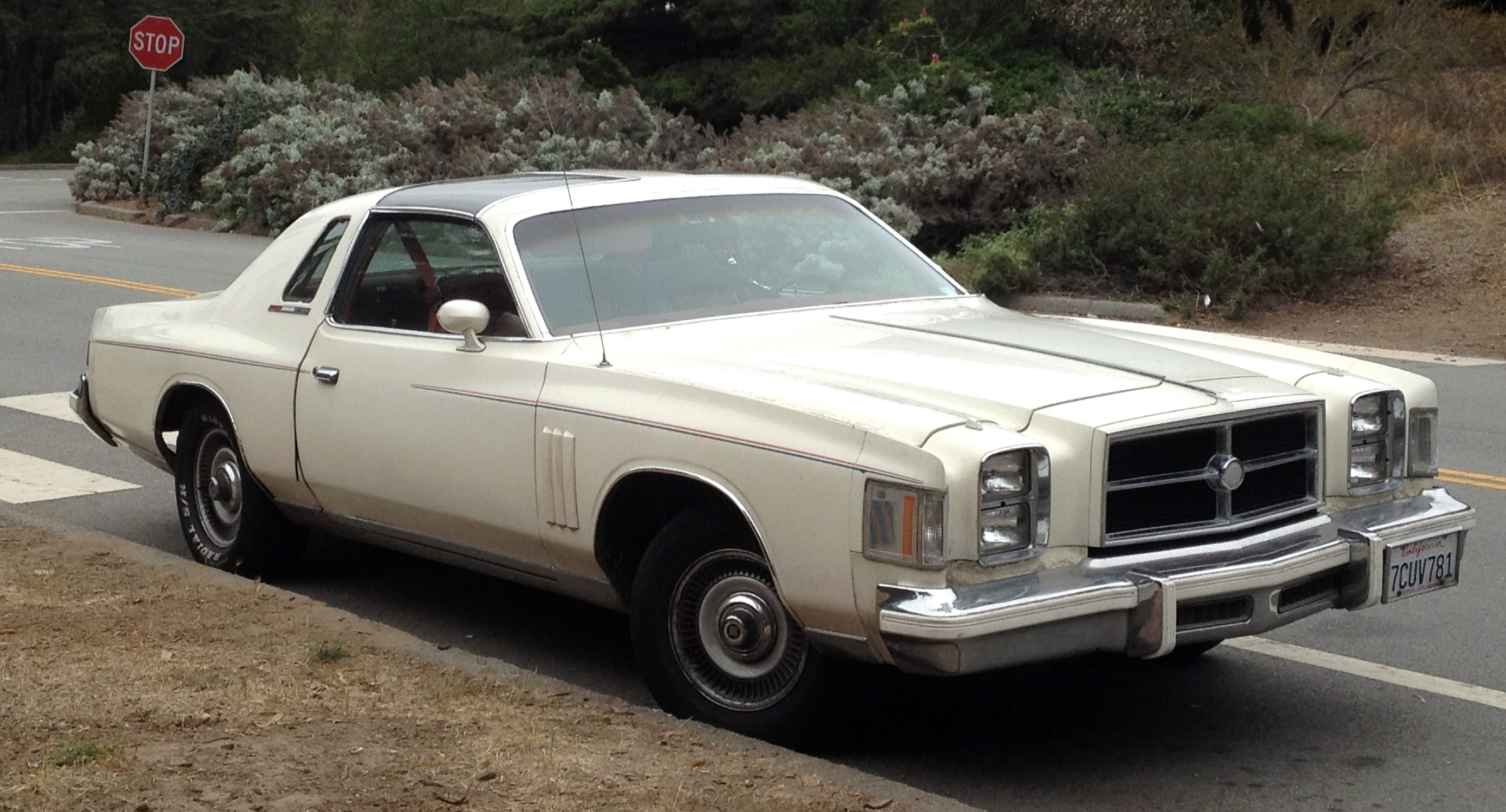
1979 Chrysler Cordoba avec le kit d'option "300"

### Motorisations
| Moteur                    | Puissance (en ch) | Puissance (en ch) | Puissance (en ch) | Puissance (en ch) | Puissance (en ch) |
| Moteur                    | 1975              | 1976              | 1977              | 1978              | 1979              |
| ------------------------- | ----------------- | ----------------- | ----------------- | ----------------- | ----------------- |
| V8 318 ci (5,2 L) 2 corps | 150               | 150               | 145               | 140               | 135               |
| V8 360 ci (5,9 L) 2 corps | 180               | 170               | 155               | 155               | 150               |
| V8 360 ci (5,9 L) 4 corps |                   |                   |                   |                   | 195               |
| V8 400 ci (6,6 L) 2 corps | 235               | 175               | 190               | 190               |                   |
| V8 400 ci (6,6 L) 4 corps |                   | 240               |                   |                   |                   |

## Seconde génération (1980-1983)
La Cordoba a été réduite pour les années 1980. Le modèle de deuxième génération, plus petit, utilisait la plateforme J datant de la Plymouth Volaré de 1976 à carrosserie F, tout comme sa variante rebadgée, la Dodge Mirada. Chrysler a également relancé l'Imperial pour 1981 en tant que troisième variante de la plate-forme J.
La Cordoba et la Mirada ont maintenant un six cylindres (225 Slant Six) qui, bien que très fiable, ne semble pas avoir la puissance adaptée (96 ch (71 kW)) pour un coupé haut de gamme. Le V8 5,2 L de 122 ch (89 kW) était une option (de série sur l'Imperial, avec l'EFI) tout comme le moteur axé sur les performances, le code E58, V8 5,9 L de 188 ch (138 kW), bien qu'il soit supprimé de la liste des options pour 1981 et.

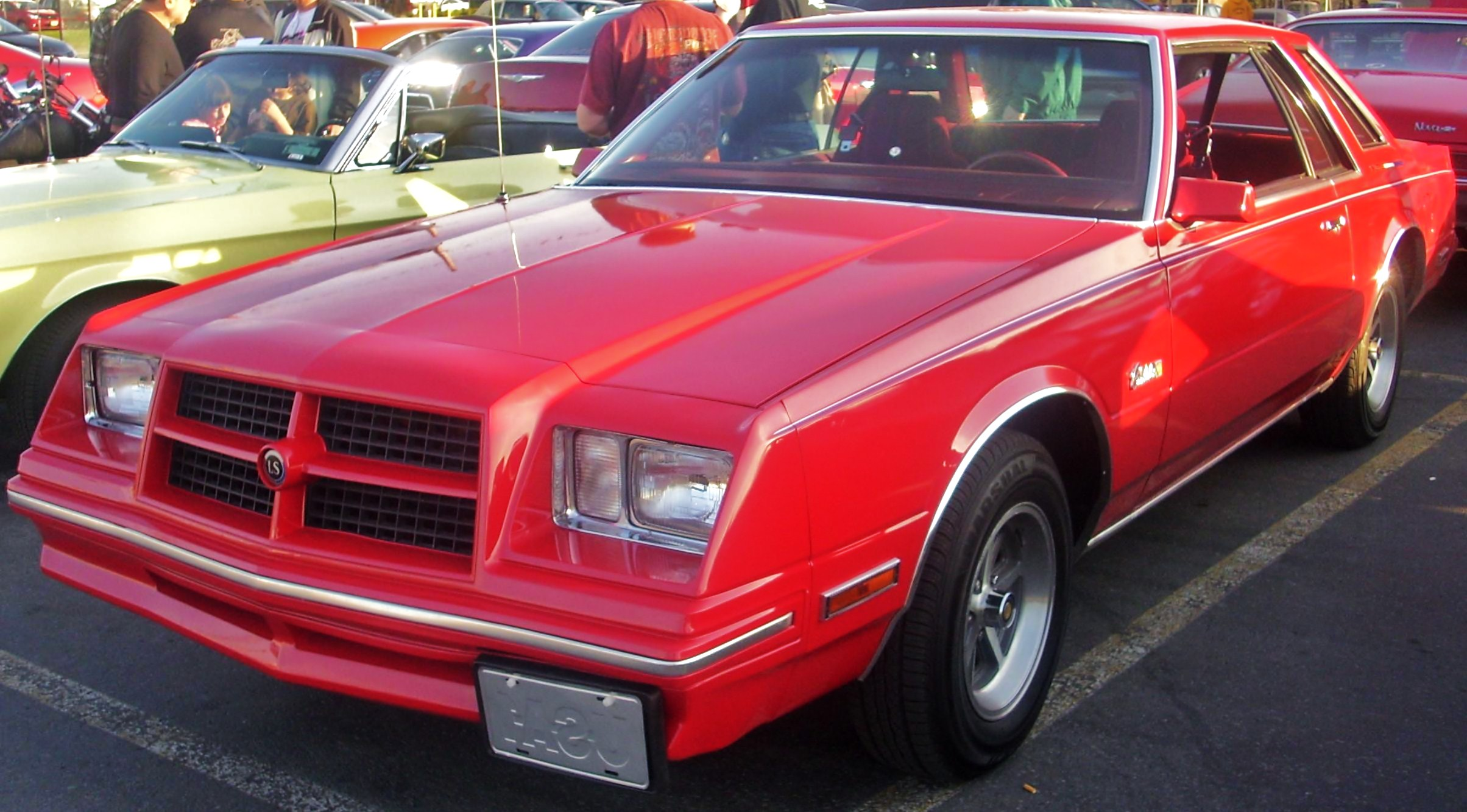
1981 Chrysler Cordoba LS

La version LS (qui était à l'origine destinée à être la "300") avec un nez conique d'apparence aérodynamique (presque identique à celui de la Mirada), abordant une calandre en croix. Ce modèle était produit sans le plafond en vinyle mais avec une couleur extérieure monotone.
Le style de la seconde génération de Cordoba n'a pas eu les éloges de la première, et les ventes ont été plus faibles. La réduction de la taille des véhicules a également concerné les coupés de luxe. La Chevrolet Monte Carlo en 1978 et la Ford Thunderbird de 1980 ont simultanément diminué en taille et en ventes. Cependant, ces modèles ont finalement récupéré des ventes lorsque leurs fabricants ont décidé de corriger les défauts de leurs voitures, tandis que la plus petite Cordoba ne l'a jamais fait. Chrysler se concentrait de plus en plus sur ses modèles compacts à traction avant avec moteurs à quatre et six cylindres et a cessé la production de la Cordoba en 1983.

### Moteurs
Moins de 100 voitures furent équipées du V8 5,9 L, ce moteur ayant été abandonné en 1980 Seulement deux moteurs sont ensuite disponibles, avec le 6 cylindres standard et le V8 5,2 L en option pour les années 1981-83.

## Production
| Années | Chiffres de production |
| ------ | ---------------------- |
| 1975   | 150 105                |
| 1976   | 167 618                |
| 1977   | 163 138                |
| 1978   | 108 054                |
| 1979   | 73 195                 |
| 1980   | 46 406                 |
| 1981   | 20 293                 |
| 1982   | 14 898                 |
| 1983   | 13 471                 |
| Total  | 757 118                |

## NASCAR
Les deux générations de Cordoba ont eu des apparitions dans la NASCAR. Ed Negre en conduisit de temps en temps en 1979-80, et le Buddy Arrington a couru avec une Cordoba de seconde génération dans les saisons de 1982-84, en alternance avec une Dodge Miradas et une Chrysler Impérial. La Cordoba n'était pas plus aérodynamique que les autres Mopar et n'a jamais fait mieux que la 15ème place.

## Avenir en collection
Aujourd'hui, la "'Doba", comme elle est connue de ses fans, maintient une base de propriétaires assez fidèle et certains modèles sont considérés comme des objets de collection. Les modèles de production de l'année 1975, en particulier avec le carburateur à quatre corps en option, et la rare 300 sur base de Cordoba de 1979 sont les plus précieuses. Jusqu'à présent, la deuxième génération de Cordoba a suscité peu d'intérêt pour le marché des collectionneurs.
Le Consumer Guide a déclaré en 2007 que "la version 300 de 1979 pourrait devenir une voiture de collection dans le futur", mais que "les perspectives de la versions LS semblent minces, voire inexistants pour ce moment."